# Interrupce
Interrupce, umělé přerušení (ukončení) těhotenství, umělý potrat nebo abortus arteficialis (lat.) je úmyslné ukončení těhotenství neboli odstranění či vypuzení lidského embrya či plodu prostřednictvím medikace nebo chirurgického zákroku. Bývá též nazývána slovem potrat, kterým se ovšem obecně chápe vypuzení nebo odstranění plodu z dělohy před ukončením 28. týdne těhotenství.
O morálních, etických a právních otázkách interrupcí se vedou diskuse. Odpůrci, kteří jsou často z náboženských a konzervativních skupin, často argumentují, že embryo nebo plod je osoba s právem na život, a proto potraty přirovnávají k vraždě. Zastánci legálnosti potratů často tvrdí, že jde o součást práva ženy rozhodovat o svém těle. Jiní jsou pro legální a dostupné potraty jako opatření v oblasti veřejného zdraví.

## Metody interrupce

Interrupce za pomocí vakuového vysávání v osmém týdnu těhotenství.
1: Amniový vak
2: Embryo
3: Děložní výstelka
4: Speculum
5: Vakureta
6: Napojení na sací pumpu

Metody interrupce jsou voleny podle délky těhotenství. Nejsnadnější je interrupce v raném stádiu vývoje plodu. Čím dříve matka interrupci podstoupí, tím méně bude pro ni komplikovaná a bolestivá. Následná fyzická i psychická rekonvalescence tak bude pro ženu snazší, než když podstoupí interrupci v pozdějším stádiu těhotenství. Interrupce v pozdějším stádiu těhotenství má vyšší rizika komplikací.

### Farmakologické metody
Do 8. týdne těhotenství je možné ukončit těhotenství medikamentózní metodou, v rámci které jsou ženě podána abortiva – přípravky určené pro usmrcení a vypuzení plodu. Od června roku 2014 je v Česku dostupná tzv. potratová pilulka, která je k tělu ženy šetrnější než chirurgický zákrok. Potratovou pilulku lze použít do 49. dne od poslední menstruace. Skládá se ze dvou účinných látek (mifepriston a misoprostol). První látka plod usmrtí a druhá přivodí jeho vypuzení z těla. Pilulku mohou předepsat pouze zdravotnická zařízení s lůžky (nemocnice nebo potratová centra). Pilulka je ženě podána s dostatečným časovým odstupem během dvou návštěv zdravotnického zařízení. Jakmile žena užije pilulku, musí zůstat ve zdravotnickém zařízení nejméně jednu hodinu z důvodu možných nežádoucích účinků. Následně po užití druhé látky se musí za několik dnů dostavit ke kontrole. Vzácně tato farmaceutická metoda nemusí být zcela efektivní. V takovém případě je přistoupeno k chirurgickému zákroku.

### Chirurgická interrupce
Nejčastější prováděnou chirurgickou metodou v prvním trimestru těhotenství je miniinterrupce, která je z chirurgických metod nejšetrnější a dá se říci i nejbezpečnější. Např. z celkového počtu potratů za rok 2015 v Česku tvořily miniinterrupce až 40 %. Miniinterrupce se provádí do 8. týdne těhotenství rozšířením (dilatací) děložního hrdla s následnou vakuumaspirací, kdy je plodové vejce s děložní sliznicí pod tlakem odsáto z děložní dutiny.
Klasická interrupce probíhá v prvním trimestru těhotenství od 8. do 12. týdne. Provádí se dilatací děložního hrdla a následnou evakuací (vyprázdněním) dělohy tupou kyretou. Od 9. týdne těhotenství se používají také potratové kleště. Tento způsob umělého přerušení těhotenství je o něco komplikovanější, proto žena musí být alespoň jeden den hospitalizována, zatímco při miniinterrupci hospitalizace není nutná a žena může po zákroku odejít za několik hodin domů. [zdroj?]

### Pozdní interrupce
Ve druhém trimestru těhotenství dochází k interrupci výjimečně, jelikož se jedná pro těhotnou ženu o rizikový úkon, během kterého může dojít k vážnému poškození zdraví těhotné ženy a v některých případech končí i smrtí. Interrupci lze dle českých zákonů provést po 12. týdnu z důvodu ohrožení života a zdraví matky a z důvodu handicapu plodu, například v případě, má-li plod Downův syndrom, rozštěp (včetně rozštěpu rtu) nebo v případě, kdy je plod neživotaschopný (zemřel by před narozením nebo brzy po narození). Pokud k tomuto zákroku dalo podnět zdravotnické zařízení, je nutný souhlas ženy. Pokud dá podnět k interrupci žena, musí být potvrzen zdravotní důvod. Interrupci do 24. týdne těhotenství z genetických důvodů je možná, kdykoli do této časové hranice. Statistiky z roku 2015 zaznamenaly pouze 329 interrupcí od 13. do 15. týdne těhotenství a později od 16. týdne těhotenství postoupilo tento zákrok 509 žen. Ve vyšším stádiu těhotenství jsou čísla v tomto případě velmi nízká.
Jednou z forem pozdní interrupce je usmrcení plodu ve druhém nebo třetím trimestru solným roztokem. Tato forma potratu trvá přibližně hodinu. Tuto formu potratu přežila americká zpěvačka Gianna Jessen.
Velmi pozdní interrupce neboli potrat částečným porodem se provádí roztažením děložního hrdla a vypuzením celého plodu nebo rozříznutím dělohy a vyjmutím plodu. Druhý popisovaný způsob je podobný císařskému řezu. Metoda vyžaduje chirurgické zmenšení hlavy plodu před jeho vyjmutím. Interrupce ve třetím trimestru na žádost matky jsou legální až do okamžiku porodu v Kanadě, některých státech USA a v komunistických zemích – Čína, Severní Korea a Vietnam. Tyto formy interrupcí probíhají v době, kdy se děti rodí a ve výjimečných případech jsou schopné přežít (ze 138 pozorovaných případů přežily dvě děti). Legalizaci těchto potratů prosazoval Barack Obama v případě „ohrožení duševního zdraví“ matky.

## Důvody pro interrupci
Ženy mohou žádat o interrupci z mnoha důvodů, jež reflektují životní situace a problémy. Hlavní důvody, za kterých dochází k interrupcím, jsou zdravotní (je ohrožen život nebo zdraví matky), etické důvody (znásilnění, incest) či možnost vrozených vývojových vad (je zde riziko abnormality zárodku). Interrupce z důvodu znásilnění či incestu pokrývají jen menšinu případů. Další důvody jsou sociálně-ekonomické a souvisejí např. s nevhodnými životními podmínkami, nedostatkem financí nebo třeba s nedokončením studia. Např. americký průzkum z roku 2013 ukázal, že až 40 % žen v USA se rozhoduje pro interrupci z důvodu špatné finanční situace. I obecně lze říci, že ekonomické důvody a nevhodné životní podmínky hrají velkou roli při rozhodování o interrupci. I přes poskytování peněžních dávek a příspěvků od státu mohou celkové náklady po porodu a při výchově dětí převažovat rozpočet sociálně slabších rodin. Se špatnou finanční situací pak souvisí i zhoršení životních podmínek přílišným nárůstem počtu členů rodiny. Mnoho důvodů je i ryze sociální povahy. Některé ženy se rozhodují pro interrupci, protože jsou již plně zaneprázdněné svými dosavadními potomky. Chtějí se na ně soustředit a pokud možno nezanedbat jejich výchovu. Ženy podstupují interrupci také proto, že na dítě takzvaně nenastal ten „pravý čas“. To se dá vysvětlit tím, že například mladé dívky, které otěhotní při studiích, preferují dokončení vzdělání. Nebo naopak starší ženy, které mají vybudovanou kariéru, se jí nechtějí kvůli těhotenství a rodinnému životu vzdávat. Dalším důvodem může být i odchod nebo absence partnera (otce dítěte), kdy si ženy nechtějí nebo nedokáží představit výchovu dítěte v pozici svobodné matky. Přesto jsou i ženy, které interrupci ze zdravotních důvodů odmítají, např. kvůli jejich náboženskému přesvědčení. V tomto případě musí lékař opatřit negativní revers, nejen od ženy, ale i od dalších svědků, lékařů a zdravotnického personálu, aby tak předešel možným soudním sporům, v případě zhoršení zdravotního stavu nebo případné smrti ženy.

## Historie
Potraty, interrupce i infanticida (vraždění dětí po narození) měly své místo v historii lidstva již od pravěku, byly legální například ve starověkém Řecku a Římě. Potraty byly vykonávány velmi často za pomoci neodborných zásahů do těla těhotné ženy, případně bylo využíváno nepřímých „metod“, které potrat vyvolaly. Od nástupu křesťanství, islámu a buddhismu byly potraty zakázány. Ve středověku a raném novověku byl potrat i vražda novorozence mnohdy trestán smrtí. Podle zákona z roku 1852 se potrat trestal jedním až pěti lety těžkého žaláře pro matku i potratáře. Jelikož interrupce, znamená ukončení těhotenství odborníkem – lékařem, je možné o ní hovořit až ve 20. století. Do této doby se nazývalo jakékoliv ukončení těhotenství potratem.
První zemí, která v moderní době umělé potraty legalizovala, byl Sovětský svaz v roce 1920. Druhou zemí, která legalizovala potraty v případě plodů s genetickou poruchou, bylo nacistické Německo.[zdroj?] V roce 1936 legalizovalo interrupce republikánské Španělsko. Po Francově vítězství ve španělské občanské válce však byla obnovena ochrana života od početí. V Československu byla interrupce legalizována roku 1950 ze zdravotních důvodů a v případě handicapovaných plodů, v roce 1957 byla dále rozšířena a schvalovaly ji komise. Během socialismu byla interrupce legalizována ve všech zemích východního bloku s výjimkou Albánie. Velká Británie legalizovala potraty v roce 1967. V Británii jsou potraty legální na žádost matky až do 24. týdne. Prvním státem Spojených států amerických, který legalizoval interrupce na žádost matky, byl Havaj v roce 1970. V roce 1973 precedent Roe vs Wade legalizoval interrupce na celém území Spojených států amerických a povolil i interrupce v druhém a třetím trimestru.
Na světě je každoročně provedeno přibližně 73 milionů interrupcí, přičemž asi 45 % z nich není provedeno bezpečně. Míra provedených interrupcí ve vyspělých zemích výrazně klesla s dostupností antikoncepce i legalizací interrupcí. Země, které interrupce povolují, různě omezují v jak pozdním stadiu těhotenství je interrupce povolena.

## Politika a právo

Právní pojetí interrupcí na mapě světa
povoleno na vyžádání až do porodu
povoleno na vyžádání s omezením delším než 17 týdnů těhotenství
povoleno na vyžádání s omezením do 17 týdnů těhotenství
povoleno na vyžádání s nejasným omezením délky těhotenství.
protiprávní s výjimkou ohrožení života matky, zdraví či psychického zdraví, znásilnění, defektu plodu, socioekonomických důvodů
protiprávní s výjimkou ohrožení života matky, zdraví či psychického zdraví, znásilnění, defektu plodu
protiprávní s výjimkou ohrožení života matky, zdraví či psychického zdraví, defektu plodu
protiprávní s výjimkou ohrožení života matky, zdraví či psychického zdraví, znásilnění
protiprávní s výjimkou ohrožení života matky, zdraví či psychického zdraví
protiprávní s výjimkou ohrožení života matky
protiprávní bez výjimky
nejsou informace

Spor o interrupce hraje velikou roli v politice těch států, kde má významný vliv náboženství, např. Polsko, Irsko a USA. Ve státech, kde mají obě skupiny přibližně vyrovnanou sílu, se snaží druhá strana převrátit interrupční zákony pokaždé, když ve volbách získá převahu. Tyto země jsou též často místem hledání „kompromisů“ ohledně doby, do kdy je potrat povolen. Jde o to, že zde existuje nevyhraněná skupina voličů, která rozdílně vnímá např. miniinterrupce a použití pilulky RU-486 oproti například potratu při porodu. Dané kompromisy jsou ale zpravidla vedeny pouze snahou dosáhnout maxima. Pro většinu aktivistů hnutí pro-life je přijatelný pouze zákaz všech typů potratů včetně Postinoru a RU-486, aktivisté hnutí pro-choice zase ve velké většině požadují právo na potrat až po okamžik, kdy začne novému jedinci fungovat mozek na patřičné[zdroj?] úrovni. Obě strany mají své extremisty, u odpůrců potratů to jsou ti, kteří jsou ochotni pro ochranu nenarozeného života sáhnout i k použití nelegálního násilí proti personálu klinik provádějících interrupce, u zastánců práva na interrupce ti, co požadují právo na potrat až do prvního nadechnutí novorozence (potrat při porodu).
Jak mezinárodní, tak český právní řád reflektují, že o pojetí života před narozením není obecná shoda, a proto se v mnoha formulacích vyhýbají explicitnímu vyjádření, jaký status lidský zárodek nebo plod má, popřípadě nejsou zcela konzistentní.
Restriktivní zákony a zákazy, které ženám znemožňují, aby podstoupily interrupci, nevedou podle Guttmacher Institute k poklesu potratovosti, ale k jejich menší bezpečnosti.

### Česko
Umělé potraty byly na území Česka krátce legalizovány za nacistické okupace. Za vlády Klementa Gottwalda umožňoval § 218 zákona č. 86/1950 Sb. usmrcení lidského plodu lékařem ve zdravotním ústavu se souhlasem těhotné ženy za přesně stanovených podmínek (ohrožení života ženy apod.). Podle zákona 68/1957 Sb. povolovaly umělé přerušení těhotenství komise, a to pouze ze zdravotních důvodů nebo z jiných důvodů zvláštního zřetele hodných.
Česká Listina základních práv a svobod, která je součástí ústavního pořádku ČR od roku 1992, konstatuje v čl. 6, že lidský život je hoden ochrany již před narozením a že nikdo nesmí být zbaven života. Zároveň uvádí, že porušením práv podle tohoto článku není, jestliže byl někdo zbaven života v souvislosti s jednáním, které podle zákona není trestné.
Ačkoli podle § 7 občanského zákoníku 40/1964 Sb, vzniká způsobilost fyzické osoby mít práva a povinnosti narozením, přiznává se právní subjektivita i již počatému dítěti, ovšem pouze za podmínky, narodí-li se živé. Ve většině definic dítěte v dalších zákonech nebo mezinárodních smlouvách se neuvádí dolní věková hranice a tedy není explicitně vyjádřeno, zda se ustanovení vztahují i na nenarozené dítě. Nový občanský zákoník 89/2012 Sb. již řeší situaci obdobně: člověk má právní osobnost od narození do smrti (§ 23). Na počaté dítě se hledí jako na již narozené, pokud to vyhovuje jeho zájmům. Má se za to, že se dítě narodilo živé. Nenarodí-li se však živé, hledí se na ně, jako by nikdy nebylo (§ 25).
Interrupce povolil nejprve zákon č. 68/1957 Sb., později podmínky uvolnil zákon č. 66/1986 Sb. V červnu 2003 navrhli poslanci Jiří Karas (KDU-ČSL), Jan Kasal (KDU-ČSL), a Petr Pleva (ODS) zrušení zákona a podstatně přísnější regulaci a ochranu lidského života i před narozením, návrh byl zamítnut v prvním čtení poměrem hlasů 134:23.
Nesouhlas s liberálním přístupem k interrupcím vyjadřují nejvýrazněji voliči křesťansky orientované KDU-ČSL. Podle Světlany Mozgové si je většina poslanců strany, jak uvedla ve své bakalářské práci, vědoma marnosti snahy o prosazení zákazu interrupcí, ale snaží se podporovat cesty jako je donošení dítěte za účelem adopce, využití babyboxu nebo podstoupení utajeného porodu. Předseda lidovců Pavel Bělobrádek se v dubnu 2018 zúčastnil pražského Pochodu pro život.
V letech 2016 a 2021 Ministerstvo zdravotnictví ČR označilo provádění interrupcí na území ČR jinému občanu EU za legální. Kvůli hrozbě postihu lékařů z důvodu jiného výkladu zákona legálnost interrupcí pro cizince na území ČR odmítá Česká lékařská komora.
Názor české společnosti k potratům je stabilní. Průzkum CVVM z května 2019 ukázal, že 68 % lidí podporuje plné právo ženy rozhodnout o přerušení svého těhotenství, dalších 19 % by povolilo interrupci „jen s přihlédnutím ke zdravotním a sociálním ohledům na dítě a ženu“.

### Německo
V Německu je interrupce ilegální, ovšem do třetího měsíce není trestána, pokud jí předcházelo „interrupční poradenství“. Poradenství provádějí poradny autorizované ministerstvem zdravotnictví jednotlivé spolkové země, které musejí být organizačně odděleny od lékařského zařízení, jež interrupci vykonává. Poradna nemá žádné rozhodovací pravomoci a je povinna vydat potvrzení, že k poradenství došlo.
Na půdě katolické církve docházelo ke sporům, jestli má tyto poradny provozovat. Jedni tvrdili, že provozováním poraden asistuje při potratech, jiní argumentovali, že je to jediný způsob, jak ovlivňovat zájemkyně o potrat. Spor byl rozhodnut ve Vatikánu tak, že poradny provozovat může, ale nesmí vydávat potvrzení, což však v praxi znamená, že služeb jejích poraden se přestalo využívat.
Zákon dovoluje přerušení těhotenství v případě tzv. lékařské indikace, pokud existuje nebezpečí pro život nebo závažné zdravotní důsledky pro matku a není možné tomu jinak zabránit. Zákon nestanoví, kdo to posuzuje, v praxi to činí ošetřující lékař.
Do 12. týdne je přerušení těhotenství legální, pokud existuje tzv. kriminologická indikace, tzn. k otěhotnění došlo v důsledku znásilnění, partnerka nebyla schopna udělit souhlas atd. V případě přerušení těhotenství mezi 12. a 22. týdnem po poradenství není pacientka trestná, trestný je však lékař. V judikatuře existují značné, zčásti regionální, rozdíly ve stíhání deliktů.

### Slovensko
Po zániku Československa a vytvoření samostatné Slovenské republiky zůstal v platnosti interrupční zákon z roku 1986 (66/1986 Sb). Umělá potratovost se začala snižovat stejně jako porodnost – zatímco v roce 1990 připadalo na jednu ženu ve fertilním věku 1,2 interrupce, v roce 2003 to už bylo méně než 0,5 interrupce.
I přes dlouhodobě klesající umělou potratovost se po roce 2000 v parlamentu objevily pokusy o úpravu interrupčního zákona. V roce 2001 se několik poslanců konzervativní strany Kresťanskodemokratické hnutie (KDH) obrátilo na Ústavní soud SR se stížností, že interrupční zákon, který umožňuje vykonat interrupci bez udání důvodu do 12. týdne těhotenství je v rozporu s Ústavou SR, konkrétně s právem na ochranu života ještě před narozením. Po vleklém procesu trvajícím 6 let Ústavní soud SR v roce 2007 vyhlásil, že interrupční zákon není v rozporu s Ústavou SR.
Snahy o zpřísnění interrupčního zákona ale neustaly. V roce 2008 byly předloženy další dva návrhy, mezi nimi i návrh na úplný zákaz interrupcí a trestání porušení odnětím svobody na 2 až 5 let od nezávislého poslance Petra Gabury, který ale neprošel ani prvním čtením. Prvním čtením neprošel ani druhý návrh na úplný zákaz interrupcí z roku 2015 od konzervativců z hnutí KDH a Obyčajní ľudia a nezávislé osobnosti (OĽANO).
Největší zintenzivnění snah o zpřísnění nastalo od roku 2018. Do roku 2021 bylo dohromady podáno 10 návrhů změn interrupčního zákona, ze kterých největší šanci na schválení měl návrh konzervativní poslankyně Anny Záborské z hnutí Kresťanská únia (KÚ), který prošel až do třetího čtení. Záborská v návrhu mimo jiného žádala prodloužení doby k promyšlení interrupce žádající ženou na 96 hodin z původních 48 hodin nebo zákaz reklamy na výkon, služby, tovary nebo organizace nabízející interrupce. K schválení tohoto návrhu ve třetím čtení v říjnu 2020 chyběl jenom jeden hlas. V reakci na to se zvedla vlna odporu veřejnosti i lidskoprávních organizací – mezinárodní Centrum pro reprodukční práva poslalo otevřený list poslancům Národní rady SR (NRSR) se žádostí o odmítnutí tohoto návrhu zákona a zastavení pokusů o omezování reprodukčních práv slovenských žen.
V únoru 2021 nastala na Slovensku poslední dosavadní změna na poli interrupcí – bylo vydáno nové znění vyhlášky k interrupčnímu zákonu, kterou se ze seznamu zdravotních indikací k interrupci hrazených pojišťovnou odstranilo početí po 40. roku věku matky.  I ženy po čtyřicítce si tak musí interrupci do 12. týdne zaplatit.

### Gestační limit
Většina států, kde jsou interrupce legální, má stanoven věkový limit od početí plodu, do kdy lze plod usmrtit. V České republice je tento limit 12 týdnů na žádost matky, avšak v případě plodů majících genetický handicap, například Downův syndrom nebo rozštěp, je umělý potrat legální do 24. týdne. Interrupce na žádost je ve většině evropských zemích legální, stejně jako v České republice, do 12. týdne gestačního věku plodu, s výjimkou Rumunska a Španělska (14 týdnů), Švédska (18 týdnů) a Islandu (22 týdnů). V některých zemích bývalého Sovětského svazu je stále interrupce legální i ve druhém trimestru a začátkem třetího trimestru (například v Bělorusku) z důvodu těžké situace matky, v Rusku byly pozdní interrupce z ekonomických důvodů po pádu komunismu zakázány. Nejvyšší gestační limit v Evropě je ve Velké Británii[zdroj?] a Nizozemsku a to 24 týdnů. Nejmladší narozené a následně přeživší dítě se narodilo ve 21. týdnu gestačního věku (věku od početí). Naopak nižší gestační limit pro interrupce na žádost mají Slovinsko, Chorvatsko, Portugalsko a Turecko (10 týdnů). V Kanadě[zdroj?], některých státech USA, hlavním městě Austrálie (Canberra), Číně[zdroj?], Severní Koreji a Vietnamu[zdroj?] je interrupce legální až do okamžiku narození dítěte.

### Latinská Amerika a Afrika
Lidský život před narozením je chráněn zejména v zemích Latinské Ameriky, Afriky, jihozápadní a jihovýchodní Asie a v Oceánii. Kromě Kuby, Uruguaye a dvou ze 31 mexických provincií (Ciudad de México a Oaxaca), Guyany a území patřící evropským státům nebo Spojeným státům americkým, jsou v Latinské Americe umělé potraty na žádost matky nezákonné. Například v Brazílii je umělý potrat legální v případě ohrožení života matky a je-li dítě počato při znásilnění. V Peru v případě ohrožení života nebo zdraví matky. Plná právní ochrana lidského života před narozením s výjimkou zákroků za účelem záchrany života matky platí v Latinské Americe v Paraguayi, Venezuele, Surinamu, Hondurasu, Guatemale a na některých Karibských ostrovech. Zcela zakázané jsou interrupce v Nikarugui, Salvadoru, v Dominikánské republice a ve Vatikánu. V Argentině za potrat spáchaný z jiného důvodu, než je ohrožení života nebo zdraví matky nebo v případě početí ze znásilnění, hrozí až čtyři roky odnětí svobody. Lidský život před narozením chrání Americká úmluva o lidských právech podepsaná v Kostarice roku 1969, kterou podepsaly převážně státy Latinské Ameriky. Žádná latinskoamerická země též nepraktikuje trest smrti.
Interrupce na žádost jsou nelegální též ve většině afrických zemích, s výjimkou Jihoafrické republiky, Mosambiku, Kapverd a Tuniska, kde byly interrupce legalizovány za nadvlády diktátora Habíba Burgiba v roce 1973. Mnoho afrických zemí, například převážně islámský Egypt či katolický Madagaskar, interrupce zakazují s výjimkou případů ohrožení života matky.

### Evropa
V Evropě je lidský život před narozením, s výjimkou zákroků nutných k záchraně života matky, chráněn na Maltě, v Andoře, na Gibraltaru a v San Marinu. Zcela jsou interrupce zakázány ve Vatikánu. V Lichtenštejnsku jsou interrupce legální z důvodu ohrožení života a zdraví matky. V Monaku v případě ohrožení života matky, plodu počatého při znásilnění nebo plodu s vývojovou poruchou.
V Polsku byly zavedeny umělé potraty nejprve za nacistické a poté za komunistické nadvlády, avšak v roce 1993 byla zavedena právní ochrana lidského života od početí, s výjimkou plodů počatých při trestném činu (znásilnění, incest, pohlavní zneužití, v Polsku je věková hranice pro pohlavní styk 15 let), plodů s genetickou poruchou a případů ohrožení života a zdraví matky. Podle oficiálních polských statistik proběhlo v roce 2012 v Polsku 42 nelegálních umělých potratů. V roce 2008 v Polsku proběhlo 499 legálních umělých potratů. Za nezákonné interrupce jsou v Polsku trestně odpovědní vykonavatelé a pomocníci, nikoliv však matky. Určitá omezení pro potraty jsou též na Faerských ostrovech. Teoretické omezení podmínek pro umělý potrat je ve Finsku a Velké Británii, avšak v praxi tam nejsou potraty omezovány (významněji jen časem od početí). V ostatních evropských zemích je život plodu právně chráněn jen od určitého věku plodu, před nímž nemá lidský život plodu nebo embrya žádnou právní ochranu.
V říjnu 2020 po rozhodnutí polského ústavního soudu, že potraty handicapovaných plodů odporují ústavě, došlo k rozsáhlým protestům. Naopak ve Francii prošel v březnu 2024 parlamentem návrh na zakotvení práva na interrupci ve francouzské ústavě.

### Spojené státy americké

Mapa států USA podle legality potratů:
Nelegální od početí
Legální ale nedostupné
Legální do detekce srdeční činnosti (5.–6. týden, 2–3 týdny od implantace)
Legální do 15. týdne
Legální do 18. týdne
Legální do 20. týdne
Legální do 22. týdne (5 měsíců)
Legální do hranice viability (≈ 23 týdnů)
Legální do 24. týdne (5½ měsíců)
Legální do 27.–28. týdne
Bez omezení

První stát Spojených států, který povolil interrupce, bylo Colorado roku 1967 v případě plodu počatého ze znásilnění nebo incestu. V roce 1970 byly umělé potraty na žádost (tudíž plod do určitého věku nemá žádnou právní ochranu, pokud se matka rozhodne pro potrat) legalizovány na Havaji a v New Yorku (až do 24 týdnů věku plodu). V roce 1970 americký Nejvyšší soud rozhodl, že pojmem zdraví se myslí nejen fyzický, ale také duševní blahobyt. Roku 1973 jeho přelomový precedent Roe vs. Wade s odkazem na ústavně garantované právo na soukromí legalizoval ve všech státech USA umělé potraty až do dvanáctého týdne a umožnil i legalizaci umělých potratů po celou dobu těhotenství.
Několik amerických států nemá, stejně jako sousední Kanada, žádné omezení pro potraty, tudíž tam je potrat legální po celou dobu prenatálního vývoje až do porodu. Jedná se o státy Aljaška, Colorado, New Hampshire, Nové Mexiko, Oregon a Vermont. V New Yorku je potrat legální do 24. týdne, později z důvodu ohrožení duševního zdraví matky. Stává se také, že dítě pokus o potrat přežije a narodí se živé. Podle zákona z roku 2001 takové dítě podléhá právní ochraně svého života. 2. dubna 2019 guvernérka Alabamy Kay Lveyová schválila zákon zavádějící právní ochranu lidského života od okamžiku početí s výjimkou zákroků z důvodu ohrožení života matky. Podle zákona nemá být trestána matka, trest se týká pouze vykonavatele a pomocníka potratu.
24. června 2022 Nejvyšší soud v procesu Dobbs v. Jackson Women's Health Organization zrušil rozsudek Roe vs. Wade s argumentem, že interrupce nemají oporu v americké ústavě. Umělé potraty tak zůstaly na legislativě jednotlivých států.

### Asie a Oceánie
V zemích bývalého Sovětského svazu jsou potraty na žádost matky legální a velice běžné. Bývalé komunistické země mají problémy s úbytkem obyvatelstva. Výjimkou je Abcházie, kde jsou potraty, s výjimkou zákroků s cílem zachránit život matky, nezákonné. Naopak všechny muslimské země v Asii, s výjimkou Turecka, Bahrajnu, Singapuru a zemí bývalého Sovětského svazu, interrupce zakazují. Zakázanou jsou buďto s výjimkou pro případy ohrožení života matky – Írán, Irák, Sýrie, Libanon, Jemen, Afghánistán a Bangladéš nebo s více výjimkami, jako většina zemí na Arabském poloostrově. Interrupce jsou též zakázány, krom ohrožení života matky, též v převážně buddhistické Barmě, v převážně katolických Filipínách a Papui Nové Guineji a nábožensky různorodé Srí Lance. Interrupce též, krom zákroků z důvodu ohrožení života matky, zakazují mnohé ostrovy v Oceánii, například Šalomounovy ostrovy.

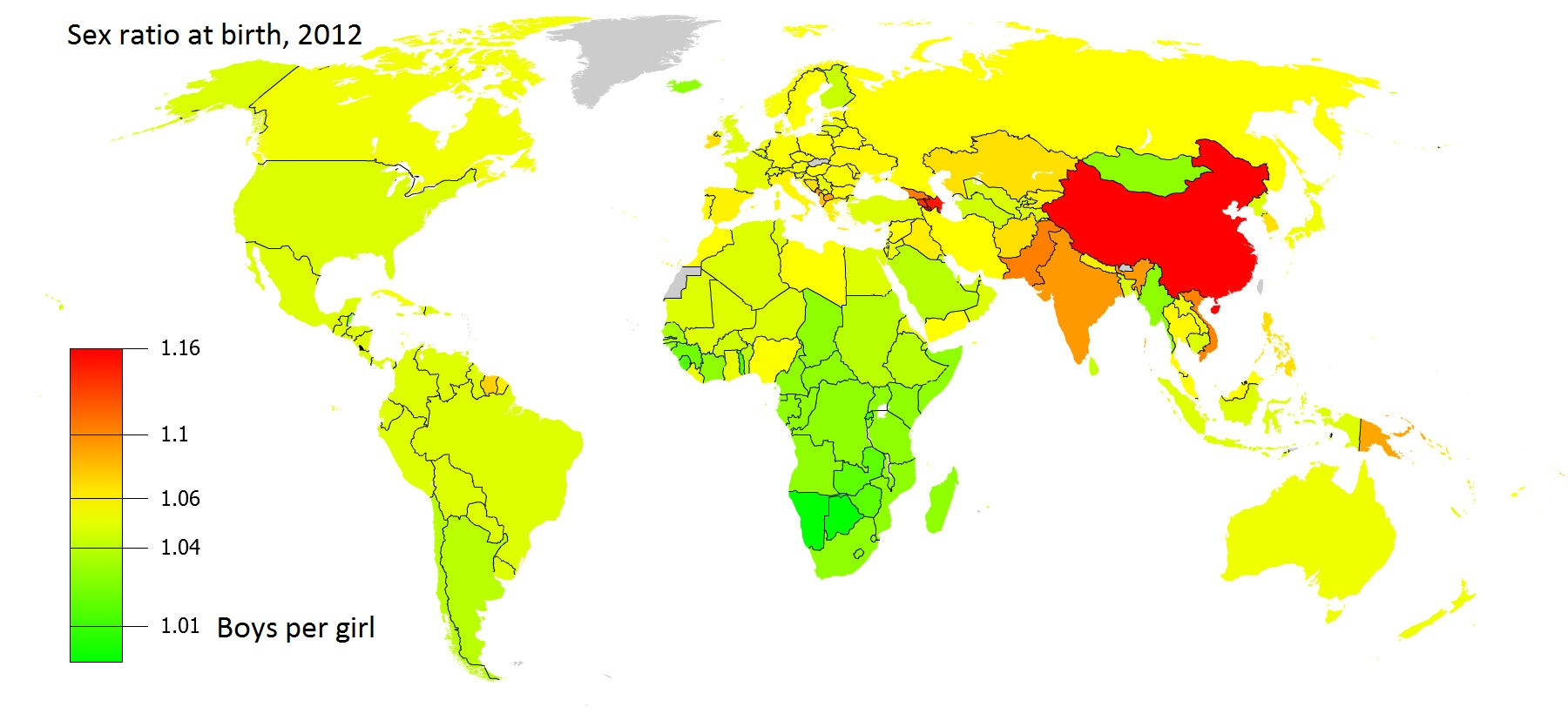
Mapa zobrazující poměr počtu narozených chlapců ku počtu narozených dívek v roce 2012. Červená barva zobrazuje největší rozdíl počtu narozených chlapců nad počtem narozených dívek. Naopak v zemích se silně zelenou barvou je tento rozdíl nejnižší.

### Pohlavně selektivní umělé potraty
Pohlavně selektivním potratem se myslí umělý potrat plodu na základě jeho pohlaví. Míra 103 až 107 narozených chlapců na 100 narozených dívek je považována za přirozenou (neovlivněnou umělými potraty). Míra počtu narozených chlapců na počet narozených dívek je však výrazně vyšší v silně patriarchálních společnostech, kde jsou zároveň legální umělé potraty. Například v Čínské lidové republice činil tento poměr v roce[kdy?] 119 chlapců na 100 dívek. V provincii Jiangxi byl podle průzkumu v roce 2005 tento poměr dokonce 143 narozených chlapců ku 100 narozeným dívkám. Pohlavně selektivní potraty byly způsobeny jednak patriarchální společností v Číně, jednak legalizací potratů čínskými komunisty a také politikou jednoho dítěte, která byla v roce 2015 zrušena. Pohlavně selektivní potraty byly poprvé zaznamenány v roce 1975.
Pohlavně selektivní potraty se dále vyskytují v Indii a na Kavkazu. Naopak v silně patriarchálních společnostech, v nichž jsou umělé potraty zakázané nebo silně omezené (například Alžírsko, Egypt či Súdán) je poměr narozených chlapců ku počtu narozených dívek nižší, než ve většině evropských zemí (viz mapa).

## Spor o oprávněnost interrupce
Interrupce v současnosti představují etický problém, který má přesah do politiky a vede k vytváření vlivových sdružení obou táborů.
Z průzkumu veřejného mínění z roku 2008 vyplývá, že většina Čechů je nakloněna jejich liberalizaci. Celkem 23 % respondentů souhlasí s tvrzením „potrat je vždy vražda dítěte“ a 71 % souhlasí s tvrzením „jsem proti jakémukoli omezení potratů“.

### Pro-choice

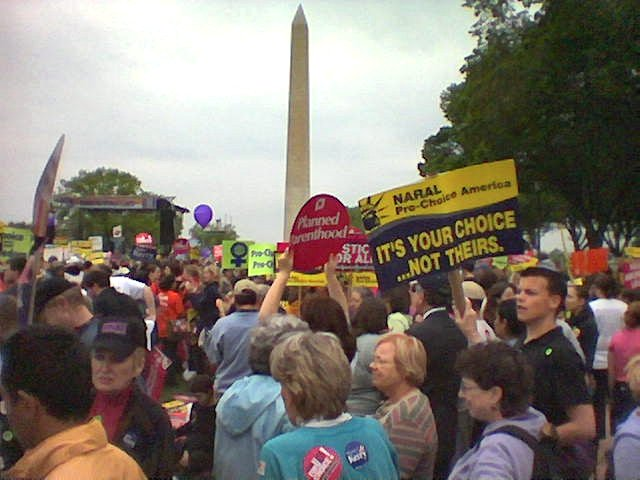
Pochod pro ženské životy, Washington, D.C. 25. dubna 2004

Mezi zastánci práva na interrupce, kteří jsou označování jako „pro volbu“ (pro-choice), existuje široké spektrum názorů, počínaje právem na interrupci za jakýchkoli okolností, přes právo na interrupci jen v určitých případech (např. po znásilnění nebo incestu) nebo povolením interrupce jen do určité doby od početí (např. do třetího trimestru, který je obecně považován za dobu, po které je plod schopen přežít mimo tělo matky). Většina zastánců práva na interrupce argumentuje tím, že embryo nelze považovat za jedince schopného samostatného života mimo tělo matky a dokud mozek neexistuje nebo funguje příliš jednoduše, jedná se o část těla matky, ne o novou individuální lidskou bytost.
Někteří zastánci práva na interrupce výslovně nepopírají, že zárodek nebo plod je počínající lidskou bytostí, ale považují za eticky přijatelné a v souladu s pomyslným zájmem této bytosti, aby se nenarodila do nepříznivých podmínek – toto rozhodnutí považují za odpovědnost matky, případně obou rodičů. Tento postoj lze přirovnat k praxi některých přírodních národů, kde bylo běžnou praxí zbavovat se nadpočetných novorozenců, které by rodina (matka, kmen) neuživila. Proto také odpůrci interrupcí argumentují, že tolerance interrupcí vede i ke snížení úcty k již narozeným dětem, které rovněž nejsou jedinci schopnými samostatného života a nemají rozvinutou lidskou osobnost.
V mezinárodní rovině zastává pohled pro-choice například IPPF (International Planned Parenthood Federation), největší poskytovatel interrupcí v USA. V USA patří k hlavním skupinám zastávající pro-choice názor Planned Parenthood, NARAL Pro-Choice America, National Organization for Women a American Civil Liberties Union. V ČR jsou tyto skupiny zastupuje například Společnost pro plánování rodiny a sexuální výchovu.
Pro příznivce feministického hnutí a levicových či liberálních filosofií je často pro-choice politika nedílnou součást jejich politického názoru. Obvykle považují právo na interrupci za svobodné právo ženy a snaží se o jeho prosazení v zákonech všech zemí. Někteří aktivisté podnikají akce, které mají přinést ženám ze zemí se zakázanou interrupcí osvětu o ní a možnost jejího provedení. Nejznámějším případem z poslední doby je případ lodi Langenort u polských břehů. Na její palubě jsou v mezinárodních vodách prováděny interrupce pomocí prostředku RU 486.

### Pro-life

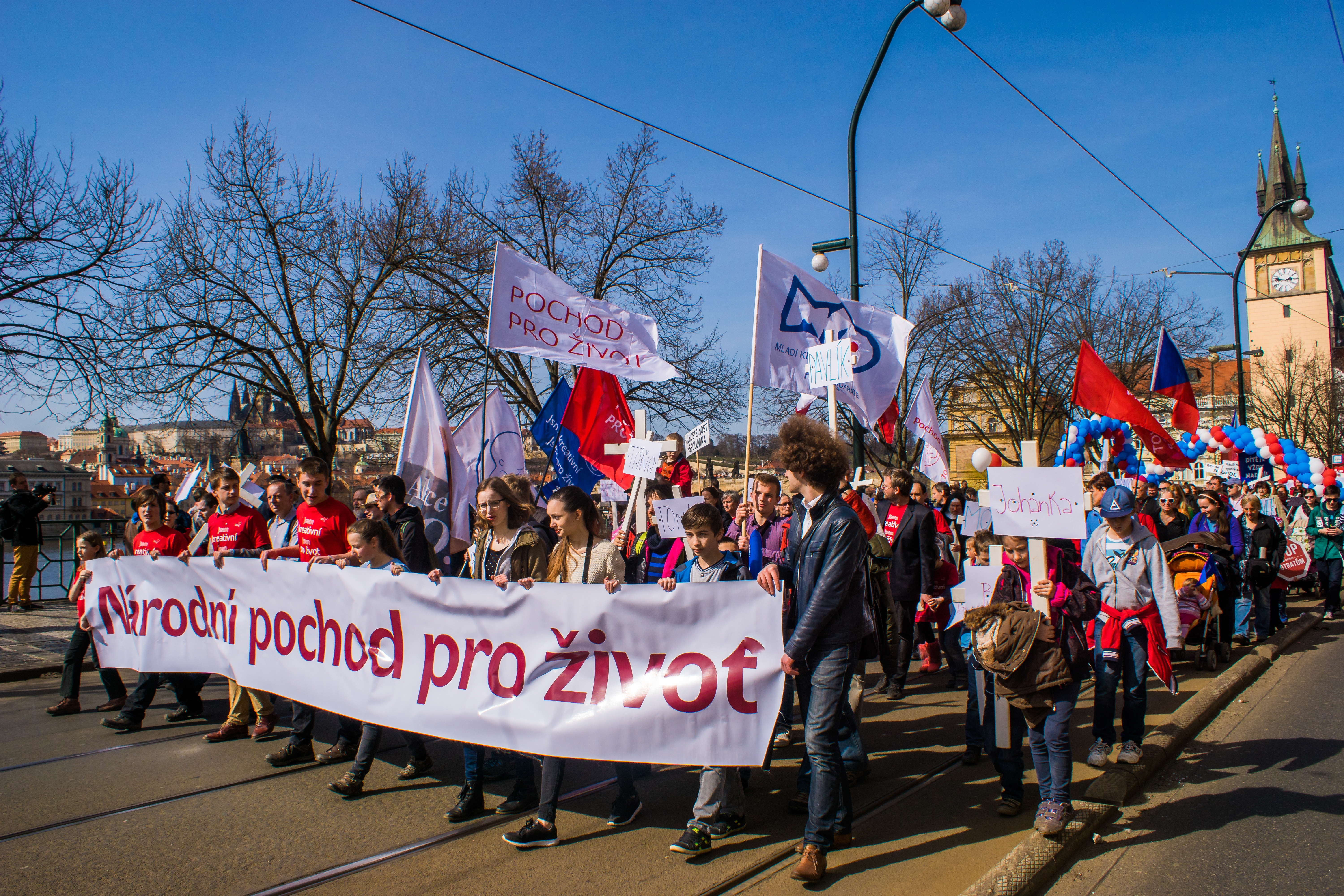
Národní Pochod pro život v Praze, rok 2016

Odpůrci interrupcí nejčastěji argumentují tím, že člověk je člověkem od početí a že již zygota je reálně existující lidský jedinec s právem na život a statusem člověka bez ohledu na to, že například nejsou diferencovány žádné orgány a jedinec není samostatný. Člověka definuje od počátku úplný soubor genů, nikoliv tvar a velikost těla, či schopnost nebo neschopnost samostatné existence. Umělý potrat (jakékoliv přímo či nepřímo smrtící ovlivnění zárodku či plodu – počínaje například hormonální antikoncepcí navozenými změnami děložní sliznice, znemožňujícími uhnízdění zárodku, konče potratem při porodu) je tedy podle odpůrců interrupcí zpravidla vraždou – úmyslným, uváženým a neoprávněným zabitím člověka. Někteří odpůrci potratů[kdo?] požadují zákonné omezení interrupcí pouze na zákroky lékařsky opodstatněné. Jiní[kdo?] nepovažují státní regulaci za řešení a apelují přímo na lidskou odpovědnost. K rozrůznění názorů dochází ohledně oprávněnosti interrupcí v případě vážného poškození plodu nebo stavu ohrožujícího život matky, znásilnění a podobných krajních případech.
V Česku je hlavním reprezentantem pro-life názoru Hnutí Pro život ČR. Ve Spojených státech amerických tento postoj zastává zejména Republikánská strana, včetně amerického prezidenta Donalda Trumpa, který se též osobně zúčastnil pochodu pro život. Odpůrci potratů též poukazují na případné zdravotní a zejména psychické potíže, které mohou u osob podstoupivších potrat nastat (tzv. postinterrupční syndrom, jehož existence ale nebyla vědecky dokázána).
Skupina pro-life (pro-život) má své stoupence zejména v řadách pravicových a středových konzervativců a stoupenců různých církví a náboženských vyznání.[zdroj⁠?!] Významné církve a náboženské směry (zejména judaismus, katolická církev a evangelikální církve) interrupce principiálně odmítají. S názorem skupiny pro-life na interrupce se ale shodují i někteří lidé, kteří jsou obecně názorově zaměřeni opačně, tedy ti liberálové, kteří kladou důraz i na svobodu lidské bytosti po narození i před narozením a neupřednostňují právo matky před právy dětí či otců.[zdroj?]
Členy hnutí pro-life jsou též někteří bývalí příznivci i vykonavatelé umělých potratů. Například Bernard Nathanson nejprve usiloval o legalizaci interrupcí a později je sám vykonával. Vykonal 15 000 umělých potratů. Po objevu ultrazvuku, když viděl, jak potrat probíhá, potraty přestal vykonávat a stal se pro-life aktivistou a natočil dokumentární film Němý výkřik. Bývalá brazilská pro-choice aktivistka Sara Fernanda Girominiová z hnutí FEMEN se stala pro-life aktivistkou a omluvila se křesťanům.
Příslušnicí hnutí pro-life je například Gianna Jessen, jejíž matka ji před jejím narozením nechala zabít potratem pomocí solného roztoku, ona však potrat přežila (v některých státech USA je potrat legální po celou dobu těhotenství). O svém osudu se dozvěděla ve svých dvanácti letech v adoptivní rodině. V důsledku pokusu o potrat trpí mozkovou obrnou.
Feministky první vlny (například Elizabeth Cady Stantonová, Matilda Joslyn Gage nebo Victoria Woodhullová) považovaly potrat za vraždu a zlo, které bylo ženám vnucováno muži. Pro-life je feministická organizace Feminists for Life, jejíž členkou je například republikánská politička Sarah Palinová. Ve Spojených státech funguje též Pro-Life aliance gayů a leseb.
V Kanadě, kde je interrupce legální bez omezení, byla opakovaně za neoprávněný vstup na potratovou kliniku uvězněna Mary Wagnerová, která se snažila ženy na potratových klinikách v rozhovoru odradit od potratu.

### Pro-life násilí
Některé okrajové skupiny odpůrců potratů volí násilnou metodu boje proti interrupcím, včetně zavraždění. Mezi lety 1973 a 2003 je evidováno 300 případů protipotratového násilí nebo terorismu. Jedná se o křesťanské skupiny vzešlé z tzv. Rekonstrukcionistické teologie a Hnutí křesťanské identity. Útoky se odehrály v USA, Kanadě i Austrálii a Novém Zélandu. Jednalo se o únosy, bombové útoky na zdravotnická zařízení a vraždy lékařů, i o taktiku zastrašování např. formou vylepování plakátů na typu „hledá se živý nebo mrtvý…“ nebo dehonestační kampaně vedené za použití masových médií (např. americký doktor George Tiller byl zavražděn protipotratovým extrémistou Scottem Roederem po dlouhé kampani Billa O'Reillyho, jenž ho otevřeně nazýval zabijákem dětí, Tiller vykonával potraty ve třetím trimestru). Možnost vzniku potratového násilí v ČR je hodnocena jako nepravděpodobná.

### Nucené potraty
Nuceným potratem se myslí potrat proti vůli těhotné ženy. Zprávy o nucených potratech pocházejí zejména z Číny  v souvislosti s politikou jednoho dítěte, která již byla zrušena. Za nucený potrat se čínská vláda později omluvila. V roce 2019 soud v Británii nařídil nucený potrat mentálně handicapované katoličce z Nigérie ve 22. týdnu těhotenství, i přes odpor ze strany dotyčné ženy i její matky. Odvolací soud rozsudek zrušil.
V České republice na problém vydírání těhotných žen k podstoupení legálního potratu reagovala v roce 2021 i novela trestního zákoníku a to v § 175 2e, kde došlo ke zvýšení trestní sazby na 2 až 8 let odnětí svobody. Podle důvodové zprávy bývají „častým motivem k vydírání těhotné budoucí ekonomické závazky v řádu statisíců korun – výživné matky před a po porodu podle § 905 OZ a výživné dítěte po dobu dvou desetiletí.“ Hnutí Pro život ČR tvrdí, že 70–80 % žen, kterým poskytuje služby krizové intervence, se cítí být k podstoupení potratu nuceno, a to především svým partnerem.

### Pro-choice násilí
V roce 2009 byl pro-life aktivista a člen skupina Save America Jim Pouillon zavražděn během pokojného protestu proti umělým potratům před střední školou v Owosso v Michiganu. Vrah uvedl, že ho urazilo, že „děti“ viděly krvavé obrázky.
V roce 2020 na mezinárodní den žen hodily feministky zapálenou lahev Molotovova koktejlu do paláce mexického prezidenta a jedním z jejich motivů byla snaha o legalizaci umělých potratů. Nakonec se nechtěně popálily samy pachatelky.
V noci ze 16. na 17. září 2018 stoupenci potratů zapálili ve Varšavě nákladní automobil s obrazy ukazujícími, jak umělý potrat vypadá, který byl zaparkován ulici Konopczyňského, čímž způsobili škodu na cizím majetku 10 000 zlotých (přibližně 60 000 Kč).
Profesor Miroslav Mitlöhner navrhl umožnit potraty těžce malformovaných dětí, které nemají naději na přežití, nebo přežívají ve vegetativním stavu, v jakémkoli stadiu těhotenství a legalizovat zabití takto postiženého novorozence.

### Eugenika
Regulace počtu narozených určitým jedincům či jejich prenatální selekce (usmrcení plodů s určitým handicapem) je i jedním z nástrojů eugeniky. Negativní eugenika si klade za cíl eliminaci nevhodných částí populace, přičemž snížení porodnosti v tzv. rozvojových zemích, u chudších vrstev obyvatelstva, některých etnických skupin či geneticky postižených jedinců je jedním z jejích nástrojů. Může se jednat o podporu pro-choice postoje u jednotlivých skupin či v celé společnosti, ale též interrupce nařízené. Tuto praxi jako první na světě zavedlo nacistické Německo, po druhé světové válce jí přebíraly demokratické země. Nacisté též povolili potraty na dobytých územích, včetně Protektorátu Čechy a Morava, aby snížili populaci pro nacisty podřadného národa.
K další vlně eugenickému zabíjení plodů s Downovým syndromem přispěl objev francouzského vědce Jérôme Lejeuna v roce 1958, který umožnil prenatální diagnostiku Downova syndromu, čehož jiní lékaři užili v úmyslu handicapované plody potrácet. Jérôme Lejeune se následně stal významným pro-life aktivistou. Později řekl: „Byl jsem lékař, který je měl uzdravovat. A když teď odcházím, mám pocit, že jsem přispěl k jejich zavržení.“ Na Islandu dochází k porodu dítěte s Downovým syndromem v minimu případů, jelikož matky po pozitivním screeningu využívají interrupce. 92 % plodů, u nichž je diagnostikován Downův syndrom, je v Evropě usmrceno umělým potratem, ve Spojených státech amerických je to 67 %. Papež František tuto praxi přirovnal k nacismu. Zastánci pro-choice mají na tuto problematiku opačný názor, například levicový poslanec Gaspar Llamazares řekl o návrhu na omezení potratů ve Španělsku: „Jde o protireformní, inkviziční a brutální útok na ženy.“

### Dilematické přístupy
Kromě ideologicky krajních pozic existují i různé přístupy, které rozhodování o interrupci považují za dilema mezi různými hodnotami, které jsou v kolizi (sporu). Lidé, kteří zastávají některý z takových přístupů, zpravidla nepovažují zárodek nebo plod ani za zcela hotovou osobu, ale ani za pouhou část těla ženy. Vznik života mohou chápat jako postupný proces, který nelze redukovat na okamžik početí či narození. Interrupci mohou považovat ne za vraždu, ale neutrálněji a obecněji za zabití, které za určitých okolností může být eticky přijatelné. Relevantními dilematy může být například volba mezi životem ženy a životem dítěte (hrozí-li vyšší riziko smrti ženy při porodu), otázka správnosti přijmout dítě počaté znásilněním apod. V případě interrupce z důvodu rizika nebo jistoty závažného zdravotního postižení dítěte nebo tíživých sociálních podmínek bývá řešeno dilema mezi předpokládanými skutečnými zájmy dítěte a mezi abstraktní ideologickou hodnotou života. Právo na život je v takovém přístupu poměřováno s právem na kvalitu života, přičemž zabití není chápáno výlučně jen jako čin proti zájmu dítěte.
Zastánci dilematických přístupů netvoří monolitní ideologicky semknutý šik, a proto v některých názorech mohou mít blíže k ideologii pro-choice, v jiných k ideologii pro-life.

### Lékaři
Lékaři, podobně jako lidé jiných odborností, mají na interrupce různé názory podle země působení, svého odborného a pracovního zařazení, osobních zkušeností a názorů nebo náboženského vyznání.
Podle zákonů mnoha zemí (včetně ČR) nesmějí být lékaři nuceni tyto zákroky vykonávat, je-li to v rozporu s jejich svědomím (výhrada svědomí). Gynekolog vázaný pracovní smlouvou se však může dostat do obtížně řešitelné situace, protože požadavky jeho zaměstnavatele obvykle provádění potratů požadují.
Lékaři na jedné straně přicházejí bezprostředně do styku s odstraňovaným plodem a s jeho projevy počínajícího života, na druhé straně vidí následky nelegálních potratů, případně i nechtěného narození, a snaží se jim zabránit. Původní podoba Hippokratovy přísahy umělé potraty lékařům provádět zakazuje, v současné variantě lékařského slibu používaného v Česku již žádný takový zákaz není.
Gynekolog Bernard Nathanson, bývalý ředitel tehdy největší interrupční kliniky v USA, spoluzakladatel NARAL (National Abortion and Reproductive Rights Action League) později tvůrce dokumentu „Němý výkřik“ a zastánce pro-life názoru se ve své knize vyjádřil o vzniku jedince takto: „Jako vědec nikoliv pouze věřím, ale vím, že lidský život začíná v okamžiku početí.“

### Náboženský pohled na interrupce
V katolické církvi se jak na osobu podstupující potrat, tak na osobu potrat vykonávající vztahuje automatická exkomunikace. U protestantských společenství existují různé postoje, některé z nich (typicky ty evangelikální) se k tématu staví stejně jako katolická církev, jiné interrupce za určitých podmínek či do určitého věku plodu tolerují. Judaismus nahlíží na plod jako na člověka až v 40. dnu od početí po početí a islám dokonce až po uplynutí 120 dnů těhotenství. Ve většině islámských zemí jsou interrupce nezákonné. Buddhismus považuje interrupci za vraždu.

### Souvislost s antikoncepcí
Paralelně k tomuto sporu probíhá podobný spor o oprávněnost antikoncepce. Antikoncepce má však daleko méně odpůrců, neboť nezabíjí zygotu, ale buď brání samotnému oplození, nebo pouze znemožňuje usazení oplozeného vajíčka v děloze, což se děje často i bez ní. Jediný způsob kontroly početí eticky přijatelný z pohledu oficiálního učení katolické církve je přirozené plánování rodičovství (metody založené na pozorování příznaků plodnosti v průběhu menstruačního cyklu a sexuální abstinence).
Hormonální antikoncepce má však také potratové účinky tehdy, kdy nezabrání početí embrya.

## Jevy spojené se zákonnými omezeními interrupcí

### Nelegální potraty
Zákaz interrupcí vede k jejich ilegálnímu provádění. Zákrok provádějí často nekvalifikované osoby (hovorově nazývané jako „andělíčkářky“ nebo „andělíčkáři“), často v nevyhovujících podmínkách. To vážně ohrožuje zdraví a život žen. V minulosti se používaly manuální techniky jako pokusy propíchnout vak blan a vyvolat tak odtok plodové vody s následným potratem, např. pletacím drátem nebo jehlicí do klobouku; škrtnuté drátěné ramínko se dokonce stalo symbolem amerických organizací bojujících za právo na bezpečnou a legální interrupci. Tyto neodborné postupy vedly k rozsáhlým poraněním ženy často s následným vykrvácením nebo těžké smíšené aerobně-anaerobní infekci při neošetřeném potratu (tyto infekce jsou těžko zvládnutelné i při použití moderních antibiotik – v podstatě šlo o horečku omladnic). Stejně závažné následky měly pokusy vypudit plod chemicky – např. vstřikováním petroleje nebo mýdlové vody do dělohy, což při proniknutí do krevního oběhu ženy způsobilo hemolýzu a smrt. Docházelo také k otravám, např. nechvalně proslulou klášterní chvojkou. V zemích kde legislativa zakazuje interrupce, při nedostupnosti antikoncepce a nedostatečné osvětě se tyto jevy vyskytují dodnes. Podle studie WHO z roku 2017 zveřejněné v časopisu Lancet se 97% takto nebezpečných potratů provádělo v rozvojových zemí v Africe, Asii a Latinské Americe.

### Potratová turistika
Jako potratová turistika je označen jev, kdy těhotné ženy cestují ze zemí, kde jsou omezené legální interrupce, do zemí s liberálnější postojem, kde interrupci mohou podstoupit.
Zakládají se mnohé společnosti, které se snaží prosadit práva na interrupci, nebo je aktivně zprostředkovávají. K nim se řadí například právnická organizace Center for Reproductive Rights, National Network of Abortion Funds nebo Planned Parenthood, které fungují v USA. Právě organizace Planned Parenthood se stala velmi účinná v boji za práva žen, a to tím, že posílila právní precedens založený na Roe v. Wade. Avšak poté, co se případ z Mississippi, který zpochybňoval ústavnost Roe v. Wade, dostal k Nejvyššímu soudu se, nehledě na precedens, Nejvyšší soud rozhodl přenechat legislativu o regulaci potratů na jednotlivé státy a ne na federální vládu. Díky tomu v roce 2022 potraty přestaly být chráněné federálním právem.
V Texasu je od roku 2022 interrupce ilegální, což zapříčinilo potratovou turistiku do okolních států s mírnějšími potratovými zákony. Některé konzervativní státy zejména na jihu a ve vnitrozemí se snažily zabránit potratové turistice, a to přijetím různých zákonů. V Missouri se snažili prosadit zákon, podle kterého by bylo nezákonné pomoci obyvatelům Missouri s provedením potratu. Tyto zákony rozproudily debatu ohledně ústavnosti těchto zákonů, avšak konzervativní skupiny tvrdí, že žádná část ústavy zřetelně nepoukazuje na nelegálnost těchto zákonů.
V minulosti se mezi státy s vysokou potratovou turistikou řadily např. Portugalsko nebo do roku 2018 i Irsko. Stále aktuální je situace v Andoře, Polsku, na Maltě nebo v již zmíněných jednotlivých státech USA. V Polské republice zasahuje do politiky a také do formování práv interrupce polský nacionalismus a působení církve. Od roku 2007 otevírají ultra konzervativní strany otázky ohledně reprodukčních práv. Mezi lety 2007–2016 probíhaly různé pokusy o absolutní zákaz interrupcí společně s podporou od obyvatelstva, ale i tak nebyly úspěšné. Jako následek zamítnutí návrhů většina polských doktorů přestala provádět interrupce. Polské ženy tak musely zvolit cestu v duchu protestů pro zlepšení podmínek reprodukčních práv. V roce 2021 rozhodnutí polského Ústavního soudu prakticky znemožňuje provedení legálního potratu. Každý rok se odhaduje, že až 200 000 polských žen ukončí těhotenství. Z této skupiny 10-15 % žen hledá provedení umělé interrupce mimo Polskou republiku za pomoci potratové turistiky.
Např. do Česka takto cestují ženy z Polska, kde nemají možnost podstoupit interrupci, ani když je plod těžce poškozený. Těmto ženám pomáhá česko-polská iniciativa Ciocia Czesia. Cílová destinace těhotných žen z Polska se odvíjí od jejich sociální třídy a socioekonomického statusu. Ženy s nižší sociální třídou více cestují směrem na východ do Běloruska a na Ukrajinu. Naopak ženy s vyšší sociální třídou míří do zemí Evropské unie. Tato skutečnost ovlivňuje bezpečnost zákroku.
Státy Evropské unie, s výjimkou Malty a Polska, patří mezi takzvané “sanctuary states” (azylové státy), kde je přístup ke zdravotní péči, jakou jsou interrupce, mnohem snadnější. Více než v polovině evropských států je interrupce povolena až do 14. týdne těhotenství, nejvýše nastavený limit má Nizozemsko, kde je možná až do 24. týdne. Poté ji lze podstoupit pouze ze zdravotních důvodů. Nizozemí je proto jednou z nejčastějších zemí, kam ženy cestují za interrupcí v pozdějších měsících, mimo jiné i z Německa. Tyto státy jsou proto vyhledávány právě ženami z prostředí, kde je interrupce zakázaná nebo jinak omezená. Avšak existuje mnoho žen, které si nemohou dovolit cestu do druhé země, a tak jsou odkázány na organizace, které se starají o zprostředkování cesty a zařízení procedury.
Zvláštním případem potratové turistiky je využití služeb Žen na vlnách, které již od roku 2001 pomáhají ve státech s omezenou interrupcí — pokud loď této neziskové organizace vypluje do mezinárodních vod, platí na ní liberální nizozemské zákony umožňující interrupci. Tato plavidla jsou vybavena gynekologickou ordinací a vyškoleným zdravotnickým personálem, který umožňuje ženám bezplatnou interrupci. Prvním cílovým státem bylo v roce 2001 Irsko.

## Interrupce v Česku

Vývoj počtu interrupcí v Česku

Vývoj potratovosti v Československu a v Česku byl ovlivňován vývojem počtu obyvatelstva, legislativními úpravami a rozšiřováním moderních antikoncepčních metod. Na území Česka byly potraty poprvé legalizovány nacisty za okupace během druhé světové války, což bylo po osvobození zrušeno. V Československu bylo umělé přerušení těhotenství legální od roku 1957. Zákon ženám dovoloval legálně podstoupit interrupci, ačkoliv především ze zdravotních důvodů. K provedení umělého přerušení těhotenství bylo třeba splnit dvě podmínky. První podmínkou bylo, že interrupce mohla být provedena pouze se souhlasem těhotné ženy. Souhlasu nebylo zapotřebí v případě nesvéprávné budoucí matky. Souhlas mohl být také nahrazen zákonným zástupcem. Druhá podmínka byla složitější, jelikož žena musela nejprve podat žádost k interrupční komisi, která posuzovala konkrétní případy. Dovolení mohla obdržet pouze ze zdravotních nebo z jiných důvodů hodných zřetele. Pod zdravotní důvody se řadilo těhotenství delší než 12 týdnů a současně probíhající akutní nebo chronické onemocnění zvyšující riziko spojené s přerušením těhotenství nebo podstoupila-li žena umělé přerušení těhotenství v uplynulých 12 měsících atp. Za okolnosti hodné zvláštního zřetele se označovaly zejména věk ženy nad 40 let, dále měla-li dotčená žena již tři žijící děti, otěhotněla v důsledku znásilnění nebo jiného trestného činu, ztratila manžela nebo manžel měl těžký zdravotní stav, otěhotněním vznikla obtížná životní situace neprovdané ženy, byl prokázán rozvrat rodiny aj. Interrupční komise stanovila za umělé přerušení těhotenství z důvodů hodných zvláštního zřetele příplatek, který musela těhotná žena uhradit. Volný přístup k interrupcím byl zákonem povolen od roku 1987, který zrušil všechny předchozí zákony týkající se interrupcí a dovolil ženám získat absolutní rozhodovací svobodu ukončit těhotenství nepřesahující dobu 12 týdnů od početí.
Celkový počet potratů v Československu či v Česku nikdy nepřesáhl počet porodů. Prudký nárůst umělých potratů byl zaznamenán v polovině osmdesátých let, kdy byla miniinterrupce povolena a prováděna ženám zdarma za pokračující nedostupnosti jiné antikoncepce. Byla proto využívána jako antikoncepční metoda. Maxima bylo dosaženo mezi lety 1988 a 1990 (97,1; 98,2 a 96,2 potratů na sto porodů). V porovnání s evropským průměrem byl počet potratů i interrupcí v Česku vysoký. K úbytku nastalo po roce 1990, vlivem dostupnosti antikoncepčních prostředků a zavedením poplatku za provedení interrupce z jiného než zdravotního důvodu. Tento trend pokračoval až do roku 2007. V roce 2005 bylo zaznamenáno 31 000 ukončených těhotenství ku 93 000 živě narozených, z toho cca 21 000 interrupcí a zbytek spontánních potratů. V roce 2008 došlo oproti roku 2007 k mírnému vzrůstu počtu potratů (při pokračování poklesu relativního podílu potratů na všech těhotenstvích). Podle dat ÚZIS počet provedených potratů v roce 2020 klesl oproti roku 2011 ze 24 tísíc na necelých 17 tisíc. V přepočtu na populaci ČR v počtu povedených potratů nijak znatelně nevybočuje z evropského průměru.